# Aleksandrovo, Tărgovisjte
Aleksandrovo (bulgariska: Александрово) är ett distrikt i Bulgarien.   Det ligger i kommunen Obsjtina Tărgovisjte och regionen Tărgovisjte, i den nordöstra delen av landet, 260 kilometer öster om huvudstaden Sofia.